# 灵厄瓦尔
灵厄瓦尔（Lingewaal）是荷蘭的一個旧市镇。灵厄瓦尔位於荷蘭中部，在行政區劃上屬於海爾德蘭省。
2019年1月1日，灵厄瓦尔与内赖嫩和海尔德马尔森合并为新市镇“西贝蒂沃”（West Betuwe）。

## 外部連結
- 维基共享资源上的相關多媒體資源：灵厄瓦尔
- Official website （页面存档备份，存于）